# 戴璟
戴璟（？年—？年），字孟光，浙江宁波府奉化县人，民籍。明朝政治人物。

## 生平
嘉靖四年（1525年）乙酉科浙江鄉試舉人，嘉靖五年（1526年）丙戌科三甲一百三十五名進士，授金坛县知县，十二年六月选授陕西道试監察御史，次年实授，巡按廣東，监甲午科廣東鄉試。十六年巡按陕西，监丁酉科陕西鄉試，十八年九月主持京察。出为南京通政司右参议，十九年九月考察致仕。

## 著作
有《五經會同》、《羣史品藻》、《博物策㑹》十七卷、《汉唐通鉴品藻》三十卷。又编《廣東通志》七十卷。